# PRIDE.5
PRIDE.5（プライド・ファイブ）は、日本の総合格闘技イベント「PRIDE」の大会の一つ。1999年4月29日、愛知県名古屋市の名古屋レインボーホールで開催された。

## 大会概要
高田延彦と桜庭和志の師弟コンビは2人とも勝利を飾った。第4試合終了後、ヒクソン・グレイシーとホイラー・グレイシーの兄弟による柔術エキシビションマッチが行われた。
修斗ヘビー級王者エンセン井上、元UFC世界ヘビー級王者マーク・コールマンがPRIDEデビュー。
また、本大会から煽りPVのナレーションを担当する立木文彦が初登場。

## 試合結果
第1試合 PRIDEチャレンジマッチ 15分1R
○  イーゲン井上 vs.  豊永稔 ×
1R 5:53 TKO（レフェリーストップ：グラウンドパンチ）
第2試合 PRIDEルール 10分2R
○  フランシスコ・ブエノ vs.  本間聡 ×
1R 4:59 TKO（レフェリーストップ：スタンドパンチ連打）
第3試合 PRIDEルール 10分2R
○  イゴール・ボブチャンチン vs.  小路晃 ×
2R終了 判定5-0
第4試合 PRIDEルール 10分2R
○  エンセン井上 vs.  西田操一 ×
1R 0:24 スリーパーホールド
スペシャルエキシビションマッチ 柔術ルール 5分1R
－  ヒクソン・グレイシー vs.  ホイラー・グレイシー －
1R終了 勝敗なし
第5試合 PRIDEルール 10分2R
○  桜庭和志 vs.  ビクトー・ベウフォート ×
2R終了 判定4-0
第6試合 PRIDEルール 10分2R
○  高田延彦 vs.  マーク・コールマン ×
2R 1:44 ヒールホールド